# ゴールディ・ホーン
ゴールディ・ホーン（Goldie Hawn, 本名：Goldie Jeanne Hawn, 1945年11月21日 - ）は、アメリカ合衆国の女優、ダンサー。主演作にはコメディ映画が多いが、シリアスな映画にも出演している。

## 来歴・人物

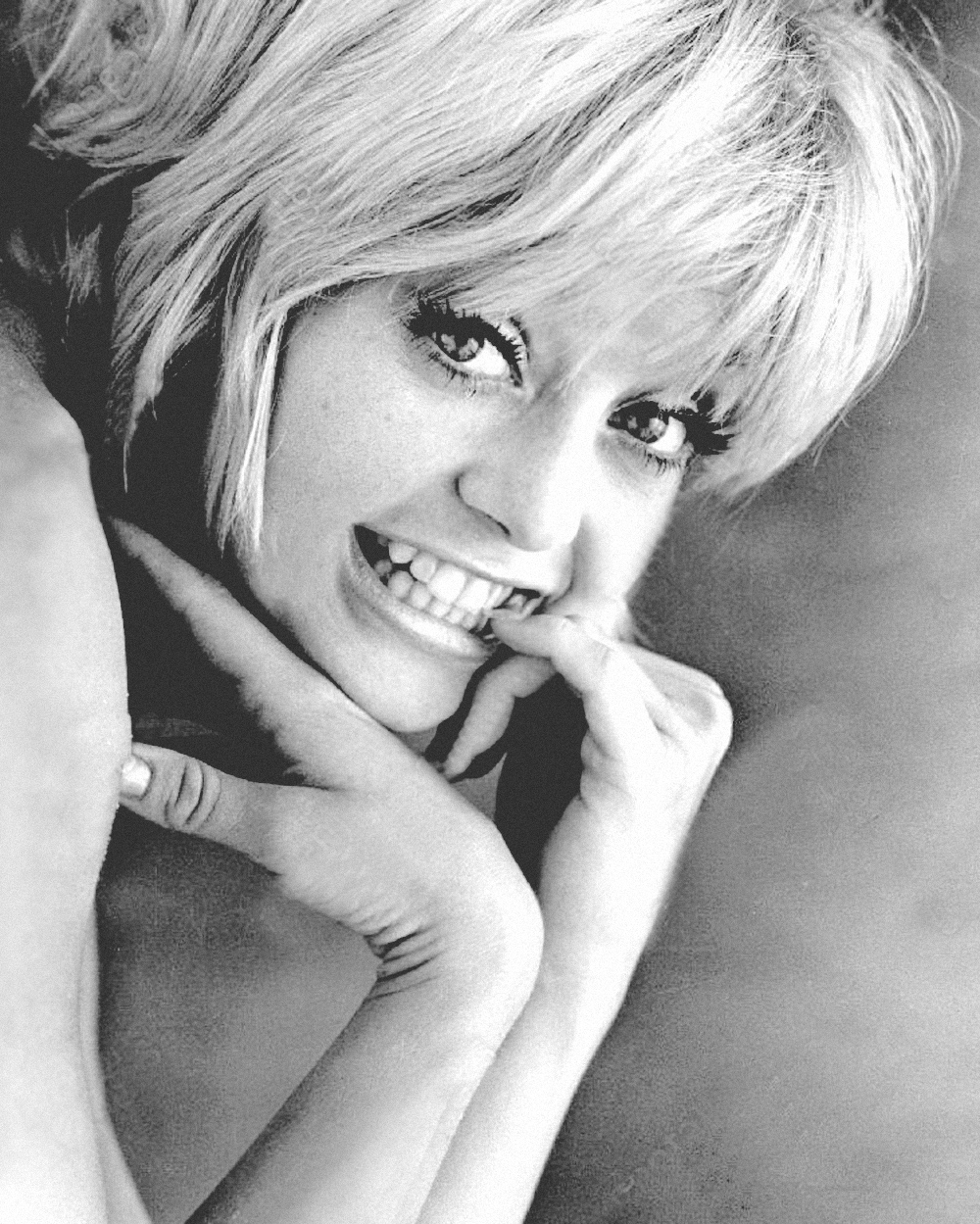
ゴールディ・ホーン（1970年）

ワシントンD.C.出身。父親はイングランド系でミュージシャン、母親はハンガリー系ユダヤ人でジュエリーショップやダンススクールを経営していた。
3歳よりバレエやタップダンスのレッスンを受ける。1963年、モンゴメリー・ブレア高校卒業。1964年にアメリカン大学を中退し、ダンスを教えるようになる。同年、プロのダンサーとしてミュージカルに出演し、ニューヨークで活動し始めた。
1968年よりディック・マーティンが主演するテレビのスケッチ・コメディ番組『Rowan & Martin's Laugh-In』に出演し、その名を知られるようになる。1969年の映画『サボテンの花』ではアカデミー助演女優賞及びゴールデングローブ賞助演女優賞を受賞。その後、2000年代前半までコメディ映画を中心に出演した。
2011年6月22日、テレビドラマ『セックス・アンド・ザ・シティ』のクリエイターであるダーレン・スターの新作ドラマシリーズに主演することが決まる。2002年の『バンガー・シスターズ』以来10年ぶりの実写出演作となる予定だったが、2012年3月には降板が報じられた。2017年、『クレイジー・バカンス ツイてない女たちの南国旅行』で15年ぶりに実写作品への復活を果たす。

### 私生活
最初の夫はダンサーのガス・トリコニス。1976年には歌手のビル・ハドソンと再婚し、オリヴァーとケイトの2人の子供をもうける。1983年、『スイング・シフト』で共演した俳優のカート・ラッセルと交際を開始し、1986年に息子ワイアットが生まれている。
2011年、娘のケイト・ハドソンは、母親が若い頃よりもどんどん綺麗になっているとコメントした。「手が着けられないくらい美しいの。わたしは確かに妊娠しているけど、ママはわたしよりもやせているし、わたしよりもキレイ。なんで?」と、当時65歳だった母親の美貌を絶賛している。

## 主な出演作品
| 公開年 | 邦題 原題                                                          | 役名                         | 備考                                                              |
| ------ | ------------------------------------------------------------------ | ---------------------------- | ----------------------------------------------------------------- |
| 1967   | ファミリー・バンド The One and Only, Genuine, Original Family Band | Giggly Girl                  |                                                                   |
| 1969   | サボテンの花 Cactus Flower                                         | トニ・シモンズ               | アカデミー助演女優賞 受賞 ゴールデングローブ賞助演女優賞 受賞     |
| 1971   | バンクジャック $                                                   | ドーン・ディヴァイン         |                                                                   |
| 1972   | バタフライはフリー Butterflies Are Free                            | ジル                         |                                                                   |
| 1974   | 続・激突!/カージャック The Sugarland Express                       | ルー・ジェーン               |                                                                   |
| 1975   | シャンプー Shampoo                                                 | ジル                         |                                                                   |
| 1976   | イカサマ貴婦人とうぬぼれ詐欺師 The Duchess and the Dirtwater Fox   | アマンダ“公爵夫人”・クエイド |                                                                   |
| 1978   | ファール・プレイ Foul play                                         | グロリア                     |                                                                   |
| 1979   | アニタと子猫と… Viaggio con Anita                                  | アニタ                       |                                                                   |
| 1980   | プライベート・ベンジャミン Private Benjamin                        | ジュディ・ベンジャミン       | 出演・製作総指揮                                                  |
| 1980   | 昔みたい Seems Like Old Times                                      | グレンダ・パークス           |                                                                   |
| 1982   | 結婚しない族 Best Friends                                          | ポーラ                       |                                                                   |
| 1984   | スイング・シフト Swing Shift                                       | ケイ・ウォルシュ             |                                                                   |
| 1984   | アメリカ万歳 Protocol                                              | サニー・デイヴィス           | 出演・製作総指揮                                                  |
| 1986   | ワイルドキャッツ Wildcats                                          | モリー・マグラス             | 出演・製作総指揮                                                  |
| 1987   | 潮風のいたずら Overboard                                           | ジョアンナ・ステイトン       |                                                                   |
| 1990   | バード・オン・ワイヤー Bird on a Wire                              | マリアン・グレイブス         |                                                                   |
| 1991   | 幸せの向う側 Decieved                                              | エイドリアン・サンダース     |                                                                   |
| 1991   | トワイライト・サマー CrissCross                                    | トレイシー・クロス           |                                                                   |
| 1992   | ハウスシッター/結婚願望 Housesitter                                | グウェン・フィリップス       |                                                                   |
| 1992   | 永遠に美しく… Death Becomes Her                                    | ヘレン・シャープ             |                                                                   |
| 1996   | ファースト・ワイフ・クラブ The First Wives Club                    | エリース・エリオット         |                                                                   |
| 1996   | 世界中がアイ・ラヴ・ユー Everyone Says I Love You                  | ステフィー                   |                                                                   |
| 1999   | アウト・オブ・タウナーズ The Out-Of-Towners                        | ナンシー・クラーク           |                                                                   |
| 2001   | フォルテ Town & Country                                            | モーナ                       |                                                                   |
| 2002   | バンガー・シスターズ The Banger Sisters                            | スゼット                     |                                                                   |
| 2013   | フィニアスとファーブ Phineas and Ferb                              | ペギー・マギー               | シーズン4 エピソード #113：ありがとうカール/トロイア戦争 声の出演 |
| 2017   | クレイジー・バカンス ツイてない女たちの南国旅行 Snatched           | リンダ・ミドルトン           |                                                                   |
| 2018   | クリスマス・クロニクル The Christmas Chronicles                    | ミセス・クロース             |                                                                   |
| 2020   | クリスマス・クロニクル PART2 The Christmas Chronicles 2            | ミセス・クロース             |                                                                   |

## 監督・製作作品
| 上映年 | 邦題 原題                           | 担当            | 備考       |
| ------ | ----------------------------------- | --------------- | ---------- |
| 1990   | マイ・ブルー・ヘブン My Blue Heaven | 製作総指揮      |            |
| 1997   | HOPE/愛が生まれる町 Hope            | 監督/製作総指揮 | テレビ映画 |